# Square Marcel-Toussaint
Le square Marcel-Toussaint est une voie du 15e arrondissement de Paris, en France.

## Situation et accès

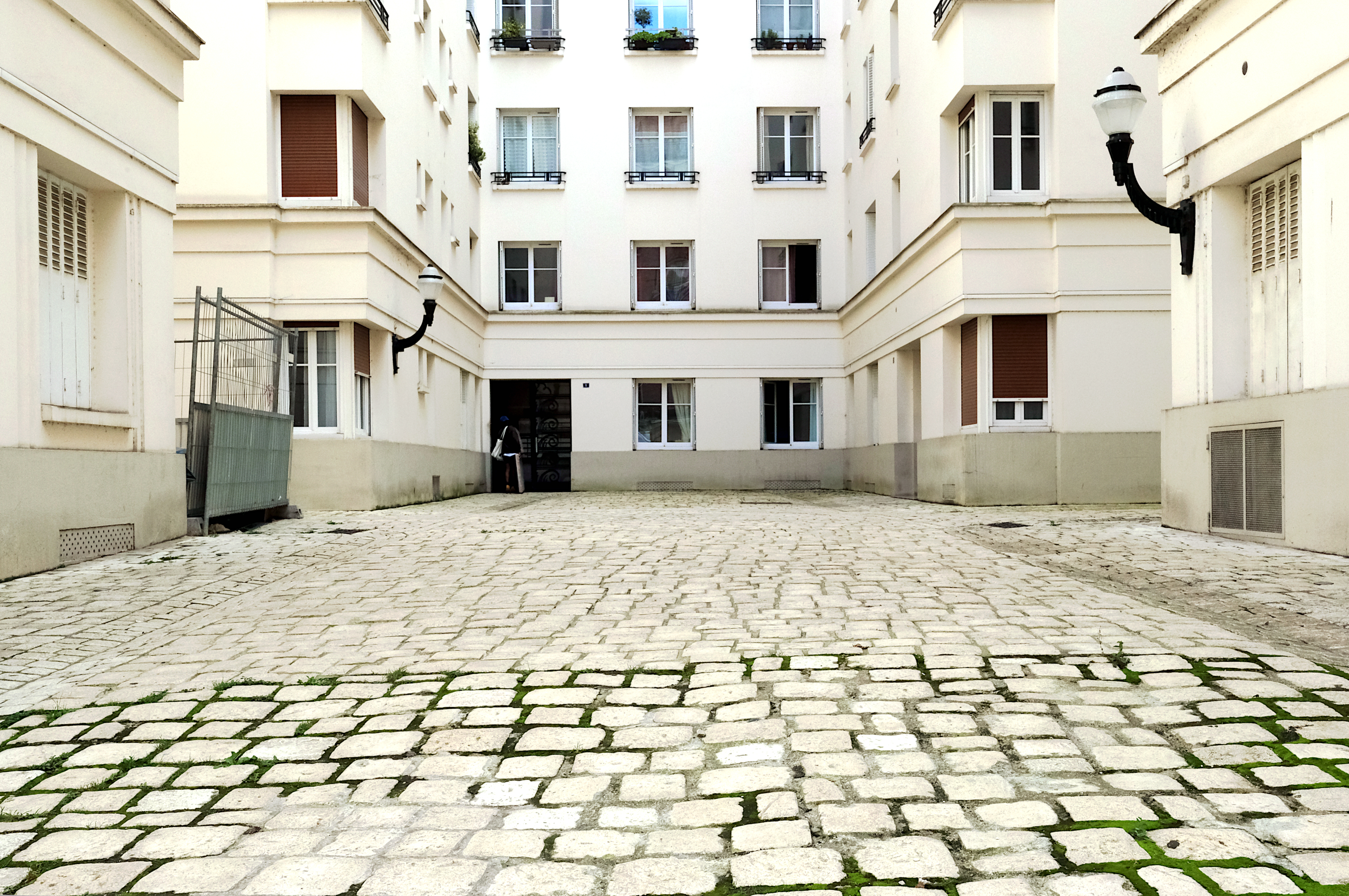
Le square Marcel-Toussaint vu de la rue de Dantzig.

Le square Marcel-Toussaint est une voie privée située dans le 15e arrondissement de Paris. Il débute au 7, rue de Dantzig et se termine en impasse.

## Origine du nom
Il porte le nom de l'écrivain Marcel Toussaint-Collignon (1882-1916), mort pour la France.

## Historique
Cette voie, ouverte par La France mutualiste sous le nom de « square Léon-Robelin », a reçu son nom actuel en 1935.